# Rhaphicetus valenciae
Rhaphicetus valenciae — викопний вид зубатих китів надродини Physeteroidea, що існував у міоцені 18 млн років тому.

## Назва
Вид названо на честь перуанського біолога Нільса Валенсії Марчано Шакона, директора музею Національного університету Сан-Маркос за його постійну підтримку палеонтологічній діяльності в цьому закладі.

## Скам'янілості
Викопні рештки кита виявлені у відкладеннях формації Чілкатай в басейні Піско на півдні Перу. Тут знайдено частковий череп, вушні кістки, нижню щелепу, зуби, хребці, грудину і ребра.

## Опис
Rhaphicetus valenciae був завдовжки від 4,7 до 5,7 метрів. Він мав надзвичайно довгу вузьку морду і тонкі загострені зуби. На кінчику морди зуби відсутні.